# Davidiella mappiae
Davidiella mappiae är en svampart som först beskrevs av Petch, och fick sitt nu gällande namn av Aptroot 2006. Davidiella mappiae ingår i släktet Davidiella och familjen Davidiellaceae.   Inga underarter finns listade i Catalogue of Life.